# Zbysław Popławski
Zbysław Popławski (ur. 10 lipca 1913 w Dębicy  – zm. 1 sierpnia 2007 w Krakowie) – polski historyk nauki, specjalista z zakresu mechaniki i trybologii, wykładowca akademicki związany z Akademią Górniczo-Hutniczą w Krakowie. Wieloletni działacz, historyk i archiwista ruchu korporacyjnego. Uznawany za jednego z najwybitniejszych znawców tej problematyki w historii Polski.
W 1931 zdał maturę w II Gimnazjum Klasycznym w Przemyślu. Absolwent Politechniki Lwowskiej. Filister korporacji akademickiej Slavia ze Lwowa (pełnił w niej większość funkcji prezydalnych) oraz filister honoris causa poznańskiej korporacji akademickiej Magna-Polonia. W 1953 rozpoczął pracę starszego asystenta w Zakładzie i Katedrze Maszynoznawstwa Ceramicznego Wydziału Ceramicznego AGH. W 1965 na podstawie pracy "Badanie doświadczalne łożysk ślizgowych odwróconych z powłoką stilonową" uzyskał stopień doktora. W 1968 rozpoczął prace adiunkta w Katedrze Podstaw Konstrukcji Maszyn Wydziału Maszyn Górniczych i Hutniczych.
Po 1989 wspierał reaktywację wielu korporacji akademickich w Polsce.
Był autorem i współautorem m.in. takich prac, jak:
- Dzieje Politechniki Lwowskiej 1844-1945 (1992),
- Związek Polskich Korporacyj Akademickich w latach 1928-1939 (1995),
- Lista strat korporantów polskich zamordowanych, zamęczonych i zgładzonych przez naszych wrogów w latach 1939-1956 (1996).

Pochowany na cmentarzu na Salwatorze w Krakowie.